# Rehana Popal
Rehana Popal (Afeganistão, 5 de maio de 1989) é uma advogada afegã especializada em imigração e direito civil.
A família de Rehana Popal (sua mãe e seus três irmãos) refugiou-se no Reino Unido quando ela tinha cinco anos, quando os talibãs tomaram o controle do país pela primeira vez. Rehana estudou Política Internacional e Direito e trabalhou como advogada na Inglaterra e do País de Gales. Em 2018, Rehana denunciou que um cliente a renunciou à sua defesa porque queria um homem branco. Em 2019, ela recebeu um prêmio de Advogada do ano. Em 2021, decidiu ajudar intérpretes e tradutores que tinham trabalhado nas forças armadas e que ficaram abandonados no Afeganistão, quando as tropas da OTAN fugiram. Rehana trouxe a público os casos de ao menos 12 pessoas.
A BBC incluiu-a entre as 100 mulheres mais inspiradoras do mundo, no ano de 2021.